# Báo thù (phim 2009)
Báo thù (tiếng Trung: 復仇; Hán-Việt: Phục cừu, tiếng Anh: Vengeance) là một bộ phim điện ảnh thuộc thể loại tội phạm – hành động – chính kịch vào công chiếu năm 2009 do Pháp và Hồng Kông hợp tác sản xuất. Tác phẩm do Đỗ Kỳ Phong làm đạo diễn và đồng sản xuất từ phần kịch bản của Vi Gia Huy, với sự tham gia diễn xuất của các diễn viên gồm Johnny Hallyday, Huỳnh Thu Sinh, Lâm Gia Đống, Lâm Tuyết, Nhậm Đạt Hoa, Diệp Tuyền và Sylvie Testud. Tác phẩm theo chân Francis Costello, một đầu bếp người Pháp và là cựu sát thủ có người con gái, con rể và hai cháu ngoại bị tấn công bởi một băng nhóm của hội Tam Hoàng. Costello đến Ma Cao để bắt tay vào công cuộc trả thù dưới sự trợ giúp của ba sát thủ. Do hãng phim Ngân Hà sản xuất và được phát hành bởi ARP Sélection tại Pháp và hãng phim Hoàn Á tại Hồng Kông, Báo thù được xem là tác phẩm khai thác đầy đủ các chủ đề về ám sát, bạo lực và sức ảnh hưởng của hội Tam Hoàng trong xã hội hiện đại. 
Ý tưởng cho việc Đỗ Kỳ Phong thực hiện một bộ phim tiếng Anh xuất phát từ cặp vợ chồng Michèle Pétin và Laurent Pétin, hai nhà sáng lập của ARP, những người đã nghĩ đến Alain Delon cho vai chính. Năm 2006, sau khi Delon từ chối vai diễn này, cặp vợ chồng nhà Pétin đã chọn Johnny Hallyday, người được chọn vào vai chính sau cuộc gặp với Kỳ Phong vào đầu năm 2008. Bộ phim được ghi hình từ tháng 11 năm 2008 đến tháng 1 năm 2009 tại các địa điểm ở Hồng Kông và Ma Cao, với đoàn làm phim chủ yếu đến từ Hồng Kông.
Báo thù là một trong ba tác phẩm của điện ảnh Trung Quốc được chọn đi tranh giải Cành cọ vàng tại Liên hoan phim Cannes 2009 dù không được đoạt giải. Tác phẩm sau đó có buổi công chiếu rộng rãi trên đất Pháp từ ngày 20 tháng 5 năm 2009 và tại Hồng Kông từ ngày 20 tháng 8 cùng năm. Ngoài ra bộ phim cũng có buổi ra mắt ở Bắc Mỹ tại Liên hoan phim quốc tế Toronto lần thứ 34. Sau khi ra mắt, Báo thù nhìn chung nhận về những lời khen ngợi nhiệt liệt, trong đó phần diễn xuất của Hallyday, cách chỉ đạo bộ phim của Đỗ Kỳ Phong, việc bố trí quay phim và cách dựng phim được các nhà phê bình điện ảnh đánh giá rất cao. Trong thời gian ra rạp, bộ phim chỉ thu về hơn 1,3 triệu USD trên toàn thế giới so với kinh phí sản xuất lên đến 11,5 triệu USD (tức 9 triệu EUR), dù vậy bộ phim cũng đã được phát hành ở các nước châu Á và một phần của các nước châu Âu. Tại Hoa Kỳ, bộ phim được phân phối bởi IFC Films, công ty này cung cấp dịch vụ lựa chọn video theo yêu cầu trên các định dạng truyền hình dưới hình thức trả tiền. Tác phẩm được đề cử ở hạng mục Nhạc phim hay nhất dành cho La Thái Hữu tại giải thưởng điện ảnh Hồng Kông lần thứ 29.

## Nội dung
Trong một căn biệt thự ở Ma Cao, ba tên lạ mặt xuất hiện rồi sát hại người chồng và hai đứa con của Irene Costello, và thậm chí còn suýt làm cô mất mạng. Mấy ngày sau, Francis Costello – một đầu bếp người Pháp và là bố của Irene – đã đến Ma Cao để thăm con gái mình ở bệnh viện. Trên giường bệnh, ông đã chứng kiến con gái mình giờ đây đã bị thương nghiêm trọng đến nỗi không thể nói được. Tuy vậy, bằng việc chỉ ra các ký tự về việc cô đã bắn bay tai của một tên sát thủ, Costello cũng đã hiểu được ý con gái muốn nói với mình và ông quyết tâm sẽ báo thù cho con gái mình. Costello đã đến một khách sạn vào tối nọ và tại đây ông đã gặp Lý Nguyên Quế, Diêu Gia Trụ và Từ Lạc, ba tên thuộc hạ do Phùng Kiều Trị – ông trùm quyền lực của hội Tam Hoàng – cầm đầu. Tại đường hầm, Costello đã ngỏ ý muốn thuê cả ba làm vệ sĩ hỗ trợ nhằm tìm ra kẻ chủ mưu đứng sau vụ sát hại gia đình của con gái ông. Trước khi rời đi, ông chụp ảnh rồi viết tên từng người một trên mỗi bức ảnh để sau này khi gặp lại ông sẽ không quên họ.
Sáng hôm sau, Costello và ba vệ sĩ đã đến căn biệt thự của con gái ông và cùng nhau điều tra những sự việc diễn ra xung quanh trong vụ sát hại gia đình hôm đó. Sau bữa trưa, cả nhóm đã đến một bãi rác trống và gặp được Tony, anh họ của Nguyên Quế và là người chuyên buôn bán các loại vũ khí. Tony đã nói với họ rằng ông đã có lần bán một vũ khí cho một tên sát thủ Hồng Kông, hắn và hai người khác đang làm việc ở chợ cá tại một góc phố hải sản. Cả nhóm đã đặt chân tới phố hải sản và phát hiện có hai nghi phạm ở đó, sau đó họ theo dõi chúng sau khi đi làm về và cuối cùng bọn họ đã đặt chân đến vùng nông thôn. Sau khi chờ các nghi phạm ăn tiệc cùng gia đình, nhóm của Costello bắt đầu đấu súng với bọn chúng và cả hai bên đều bị thương. Cả ba nghi phạm đều bỏ trốn trên chiếc xe, trong khi nhóm của Costello chạy đến một chung cư để chữa trị vết thương. Tại đây, Costello mới tiết lộ rằng trước đây ông từng là một sát thủ chuyên nghiệp, nhưng rồi buộc phải bỏ nghề sau khi ông bị bắn trúng vào đầu và viên đạn đó ảnh hưởng đến trí nhớ của ông trong suốt hai mươi năm qua.
Một lúc sau, Nguyên Quế đã nhận cuộc gọi từ Kiều Trị, cho biết ba người thuộc hạ của hắn đang cần được giúp đỡ và hiện chúng đang ở nhà của một bác sĩ có tên là Lão Ngũ, do ảnh hưởng của vụ đấu súng trước đó. Nhóm của Costello bây giờ mới nhận ra sự thật rằng chính Kiều Trị mới là kẻ chủ mưu đứng sau vụ sát hại gia đình của con gái Costello. Nhân lúc Costello vẫn đang nằm dưỡng thương, ba vệ sĩ đã tiến đến căn nhà của Lão Ngũ, sau đó Nguyên Quế tiêu diệt cả ba nghi phạm và để cho Lão Ngũ sống sót. Kiều Trị sau đó giải thích cho Nguyên Quế rằng Thompson – con rể của Costello – đã gửi bản báo cáo về tình hình tài chính của Kiều Trị cho cảnh sát nhằm vạch trần thủ đoạn tham nhũng của hắn, điều này đã khiến cho hắn nổi điên nên mới ra lệnh vụ thảm sát gia đình của con gái ông. Nguyên Quế thừa nhận rằng bọn họ bây giờ chỉ đặt niềm tin vào Costello chứ không còn đặt niềm tin vào hắn như trước.
Tối hôm đó, Kiều Trị phái thêm người đến để diệt sạch nhóm của Costello. Dưới trời mưa tầm tã, cả ba vệ sĩ đã thoát được sự truy đuổi của bọn sát thủ, nhưng sau đó đã để mất dấu Costello. Sau một hồi tìm kiếm, bọn họ cũng gặp lại nhau, nhưng chứng mất trí đã khiến Costello không thể nhớ hết mọi chuyện đã trải qua mặc cho cả ba vệ sĩ đã cố hết sức để giải thích. Cả ba đành phải đưa Costello đến một căn nhà mái tranh sát bãi biển, nơi một bà mẹ đông con và là người bạn của Nguyên Quế đang sống ở đó, có biệt danh là Đại mẫu tử. Nguyên Quế đưa cho cô một số tiền và nhờ cô trông chừng Costello thật kỹ, còn mình cùng với hai người đồng nghiệp thực hiện phi vụ báo thù thay ông. Cả ba nhanh chóng trở về bãi rác trống, nơi Tony đã chết vì bị Kiều Trị phái người ám sát. Quá phẫn nộ, cả ba thu thập vũ khí và chuẩn bị quyết đấu một mất một còn với hắn, không may là họ đã bị sập bẫy khi phải chống cự với nhiều tay súng từ bốn phía và đã bị Kiều Trị bắn chết. Nghe tin ba vệ sĩ đã bị sát hại, cả Đại mẫu tử và Costello không khỏi đau lòng. Tối đó, Costello ra bờ biển và cầu xin Chúa giúp ông báo thù cho con gái mình. Từ trong sương mờ, Costello đã nhìn thấy gia đình, ba vệ sĩ và con gái ông trong ảo ảnh, điều này đã thôi thúc ông không quên nhiệm vụ báo thù sau khi biết rằng con gái ông đã không thể qua khỏi.
Ngày hôm sau, Kiều Trị đang ngồi uống trà trên một quảng trường rộng lớn cùng với những vệ sĩ xung quanh, rồi hắn bỗng nhìn thấy một quý cô sang trọng và xinh đẹp – thực chất đó là màn cải trang của Đại mẫu tử, thậm chí các con của cô cũng gây rối hắn bằng việc dán vài miếng dán lên người hắn. Sau khi cải trang thành công, Đại mẫu tử cùng những người con trở về chiếc xe nơi Costello đang ngồi chờ sẵn, sau đó cô đã tiết lộ về vị trí của Kiều Trị cho Costello biết. Costello nhanh chóng vào quảng trường và xả súng liên tục khiến các vệ sĩ hốt hoảng đưa Kiều Trị bỏ chạy dù cho hắn có mặc áo chống đạn. Trong lúc nguy cấp, Kiều Trị đã chuyển những miếng dán lên người của vệ sĩ và bị Costello bắn chết, rồi hắn vứt bỏ áo khoác của mình và bỏ trốn. Sau khi giết sạch các vệ sĩ còn lại của Kiều Trị, Costello nhặt chiếc áo khoác của hắn rồi điên tiết truy tìm hắn. Lợi dụng thời cơ này, Kiều Trị đi ngang qua Costello như chưa có chuyện gì xảy ra, nhưng Costello vô tình thấy được một miếng dán vẫn còn nằm trên chiếc cà vạt của hắn. Cả hai sau đó rút súng bắn nhau nhưng Costello nhanh hơn hắn một nhịp, sau đó ông bắt hắn mặc chiếc áo khoác vào mặc cho hắn phản đối. Lúc Kiều Trị mặc áo xong, Costello lục soát trên người hắn và phát hiện những lỗ đạn trên áo trùng khớp với những viên đạn dính trong áo chống đạn mà hắn đang mặc. Costello sau cùng bắn chết Kiều Trị và hoàn thành nghĩa vụ của mình, sau đó ông đoàn tụ với gia đình của Đại mẫu tử và họ cùng nhau ăn uống vui vẻ.

## Diễn viên
Sau đây là dàn diễn viên có mặt trong bộ phim Báo thù. Mặc dù có 27 diễn viên tham gia vào bộ phim nhưng đề mục này chỉ liệt kê những diễn viên thủ vai những nhân vật có ảnh hưởng đến nội dung của phim:
- Johnny Hallyday trong vai Francis Costello, một đầu bếp người Pháp từng là một sát thủ chuyên nghiệp nhưng phải bỏ nghề sớm, nay ông trở lại để báo thù cho con gái mình. Nhân vật này được xây dựng thông qua Jef Costello, nhân vật chính do Alain Delon thủ vai trong tác phẩm Người thị vệ (1967) của Jean-Pierre Melville.
- Huỳnh Thu Sinh trong vai Lý Nguyên Quế, một sát thủ người Hồng Kông gốc Hoa và là người cộng sự của Costello trong công cuộc báo thù.
- Lâm Gia Đống trong vai Diêu Gia Trụ, một sát thủ người Hồng Kông gốc Hoa và là người cộng sự của Costello. Anh là đối tác thân cận của Nguyên Quế. Bản lồng tiếng Anh cho nhân vật này do chính Lâm Gia Đống thực hiện dưới sự chỉ dẫn của Doãn Tử Duy.
- Lâm Tuyết trong vai Từ Lạc, biệt danh Lạc Mập, một sát thủ người Hồng Kông gốc Hoa và là người cộng sự của Costello. Anh cũng là đối tác thân cận của Nguyên Quế. Bản lồng tiếng Anh cho nhân vật này do chính Lâm Tuyết thực hiện dưới sự chỉ dẫn của Trần Tử Thông.
- Nhậm Đạt Hoa trong vai Phùng Kiều Trị, ông trùm quyền lực của hội Tam Hoàng và là ông chủ của ba sát thủ Nguyên Quế, Gia Trụ và Từ Lạc. Hắn cũng chính là kẻ chủ mưu trong vụ sát hại gia đình của con gái Costello.
- Diệp Tuyền trong vai Đại mẫu tử, một bà mẹ đông con đang có bầu và là bạn thân của Nguyên Quế. Cô cũng chính là người giúp đỡ Costello trong phi vụ báo thù.
- Sylvie Testud trong vai Irene Costello, con gái của Francis Costello và là người duy nhất sống sót sau vụ sát hại thảm khốc. Ở gần cuối phim, cô xuất hiện trong ảo ảnh của Costello.
- Phùng Thối Phàm trong vai Tony, anh họ của Nguyên Quế chuyên buôn bán các loại vũ khí.

Các diễn viên Trương Triệu Huy, Ngô Đình Diệp và Huỳnh Nhật Hoa xuất hiện trong phim với các vai Mãng Xà, Thổ Lang và Ô Qua, ba tên sát thủ do Kiều Trị phái đến để sát hại gia đình của con gái Costello. Ngoài ra, Thiệu Mỹ Kỳ xuất hiện trong phim với vai diễn Vương Tử Thuần, thanh tra người Hồng Kông tư vấn cho Costello về chuyện báo thù. Từ Trung Tín vào vai một trong những vệ sĩ của Kiều Trị, còn Thi Tổ Nam vào vai Trương Chí Tín, hay Thompson, con rể của Francis Costello và là chồng của Irene Costello. La Vĩnh Xương, một nhà làm phim có tiếng người Hồng Kông và là đối tác thân cận của đạo diễn Đỗ Kỳ Phong, cũng xuất hiện trong phim với vai diễn Lão Ngũ, bác sĩ chữa trị cho ba sát thủ của Kiều Trị.

## Sản xuất

### Đội ngũ sản xuất
Báo thù là sản phẩm từ sự hợp tác giữa Pháp và Hồng Kông, do ARP Sélection của Pháp và hãng phim Hoàn Á của Hồng Kông phối hợp thực hiện. Bộ phim được sản xuất bởi hãng phim Ngân Hà, một hãng phim độc lập ở Hồng Kông do đạo diễn Đỗ Kỳ Phong và nhà biên kịch Vi Gia Huy đồng sáng lập vào năm 1996. Đây là bộ phim đánh dấu lần tái hợp của Đỗ Kỳ Phong và Vi Gia Huy, sau khi cả hai hợp tác thành công trong bộ phim Hồng Kông ra mắt năm 2007 là Thám tử điên. 
Đội ngũ làm phim cho tác phẩm Báo thù đa phần đều là những người Hồng Kông dày dặn kinh nghiệm, và là những người từng đóng góp rất lớn trong các bộ phim trước đó của đạo diễn, bao gồm: Trịnh Triệu Cường đảm nhận vị trí đạo diễn hình ảnh, Trương Thế Kiệt đảm nhận vị trí thiết kế phục trang cho bộ phim. Trong phần hậu kỳ, Martin Chappell đảm nhận vị trí biên tập viên âm thanh, David Richardson làm biên tập cho bộ phim, phần nhạc phim do ca sĩ người Đài Loan La Thái Hữu biên soạn, người từng soạn nhạc cho các bộ phim trước đó của đạo diễn bao gồm Xã hội đen, Đường đua đẫm máu và Thành thị đặc cảnh. Lý Trung Chí, một nhà chỉ đạo võ thuật có tiếng ở Hồng Kông và từng là thành viên chủ chốt của Thành Gia Ban, đảm nhận vị trí chỉ đạo các màn đấu súng cho bộ phim.

### Ý tưởng và phát triển
Sau khi cho phân phối phát hành một số bộ phim của Đỗ Kỳ Phong tại Pháp, cặp vợ chồng Michèle Pétin và Laurent Pétin đã cùng nhau thảo luận về ý tưởng việc ông thực hiện một bộ phim điện ảnh bằng tiếng Anh. Tháng 3 năm 2006, vợ chồng Pétin đã có buổi gặp gỡ với ông tại thị trấn Tây Cống, Hồng Kông, nơi họ đã bày tỏ ý tưởng của mình dành cho ông. Trong buổi trò chuyện, vợ chồng Pétin đã đề cập đến nam diễn viên Alain Delon có khả năng sẽ được chọn vào vai chính trong phim.
Tháng 5 năm 2006, Kỳ Phong trở về Pháp. Cùng thời gian đó, bộ phim Xã hội đen 2 của ông được trình chiếu dưới hình thức phim không tranh giải Cành cọ vàng tại Liên hoan phim Cannes 2006. Tại đây ông đã gặp Alain Delon, người đã bày tỏ sự phấn khích của mình khi được hợp tác với ông. Kỳ Phong hứa rằng ông sẽ gặp lại Delon sau khi kịch bản nháp của bộ phim được viết xong. Ông tiếp tục trở về Pháp vào tháng 3 năm 2007, nơi ông đã gửi bản phác thảo phân cảnh nội dung cho vợ chồng Pétin về những điều mà ông và Vi Gia Huy đã hình dung ra, nhưng sau này Alain Delon không còn chú trọng tới dự án đó nữa. Mãi đến tháng 7 cùng năm, vợ chồng Pétin đã có buổi gặp gỡ với Johnny Hallyday, người đang mong muốn thực hiện một bộ phim mới. Sau khi gặp xong, họ quyết định rằng Hallyday sẽ là sự lựa chọn hoàn hảo cho vai chính trong phim, bởi Hallyday là một người bày tỏ một tình yêu sâu sắc đối với điện ảnh quốc tế.
Tháng 2 năm 2008, khi đang quảng bá cho bộ phim Chim sẻ đi nắng tại Liên hoan phim quốc tế Berlin, Kỳ Phong vô tình gặp lại vợ chồng Pétin, họ đã hứa với ông rằng họ sẽ tổ chức một cuộc gặp gỡ với Hallyday. Tuy nhiên, bản thân ông chưa bao giờ nghe nói về Hallyday dù rằng Hallyday là một người hâm mộ trung thành với các bộ phim của ông. Các nhà sản xuất đã cung cấp cho ông những cảnh quay từ các buổi biểu diễn hòa nhạc của Hallyday cùng với một bản sao của The Man on the Train, một bộ phim của Pháp ra mắt năm 2002 mà trong đó Hallyday có đóng vai chính trong phim. Sau khi xem xong đoạn phim, Kỳ Phong bày tỏ rằng ông rất thích bộ phim này, nhưng điều ấn tượng hơn nữa là ông rất thích các chuyến lưu diễn của Hallyday. Tháng 3 năm 2008, ông cuối cùng cũng gặp được Hallyday trong một bữa ăn tối, cả hai người đều bày tỏ tình yêu của mình với âm nhạc của Hallyday. Trong cuộc gặp đầu tiên của họ, ông quyết định rằng Hallyday sẽ là sự lựa chọn hoàn hảo cho vai chính.
Kế hoạch thực hiện cho bộ phim gần như phải tạm hoãn khi có nguồn tin cho rằng Kỳ Phong được thuê để thực hiện bản làm lại của bộ phim tội phạm của Pháp ra mắt năm 1970 có tựa là Le Circle Rouge, có nghĩa là phải đến năm 2010 thì bộ phim Báo thù mới được thực hiện. Tuy nhiên, vào tháng 6 và tháng 7 năm 2008, Đinh Vân Sơn – người trợ lý sản xuất và là phiên dịch viên tiếng Anh lâu năm của Kỳ Phong, đã liên lạc với vợ chồng Pétin và Hallyday rằng kế hoạch thực hiện cho bản làm lại của bộ phim bị chậm tiến độ, do vậy Kỳ Phong sẽ sẵn sàng để thực hiện bộ phim Báo thù vào cuối tháng 10 cùng năm. Hallyday rất vui khi được gặp lại đạo diễn một lần nữa và chuẩn bị cho vai diễn của mình bằng cách xem một số bộ phim trước đó của Kỳ Phong, trước khi thực hiện chuyến thăm đầu tiên đến Hồng Kông, nơi ông sẽ có cơ hội gặp gỡ các bạn diễn của mình. Ngày 7 tháng 11 năm 2008, trước khi bắt đầu quay phim, Hallyday đã gặp gỡ với các bạn diễn của mình gồm Nhậm Đạt Hoa, Huỳnh Thu Sinh, Lâm Gia Đống và Lâm Tuyết trong một bữa ăn tối.

### Quay phim
Bộ phim được khởi quay tại Hồng Kông và Ma Cao từ ngày 15 tháng 11 năm 2008 đến ngày 31 tháng 1 năm 2009. Trước khi bắt đầu quay phim, dàn diễn viên và đoàn làm phim đã có mặt để bắt đầu buổi lễ kỷ niệm ra mắt trên sân thượng tại trường quay của hãng phim Ngân Hà ở Quan Đường, Hồng Kông. Dù nội dung của bộ phim lấy bối cảnh ở Ma Cao, tuy nhiên có một số cảnh lại được quay ở Hồng Kông. 
Đối với Kỳ Phong, việc quay phim Báo thù có phong cách làm phim khác hẳn so với phong cách làm phim thông thường của ông. Dù cho ông đã quen với việc ứng biến các cảnh quay của mình với tư cách là đạo diễn, nhưng Báo thù là tác phẩm đầu tiên ông phải làm việc với một kịch bản bấm máy do trước đó các nhà sản xuất yêu cầu rằng cốt truyện và lời thoại trong phim phải được viết sẵn. Hallyday là người duy nhất đọc trọn vẹn cả kịch bản của bộ phim, riêng Huỳnh Thu Sinh đã có đầy đủ kiến thức về cốt truyện trong phim để truyền tải. Kỳ Phong giải thích rằng mục đích của ông là để "giúp cho các diễn viên phải diễn xuất một cách tự nhiên và trong suốt nhất có thể. Họ không có thời gian để sáng tạo những thứ khác. Họ được đưa ra một tình huống bất kì và họ phải hành động ngay". Sau khi quay phim xong, dàn diễn viên và đoàn làm phim đã cùng nhau ăn mừng bằng một bữa ăn tối cuối cùng tại một nhà hàng nằm gần trường quay của hãng phim Ngân Hà, họ hy vọng sẽ gặp lại nhau tại Liên hoan phim Cannes sắp tới.

## Phát hành

### Công chiếu tại rạp

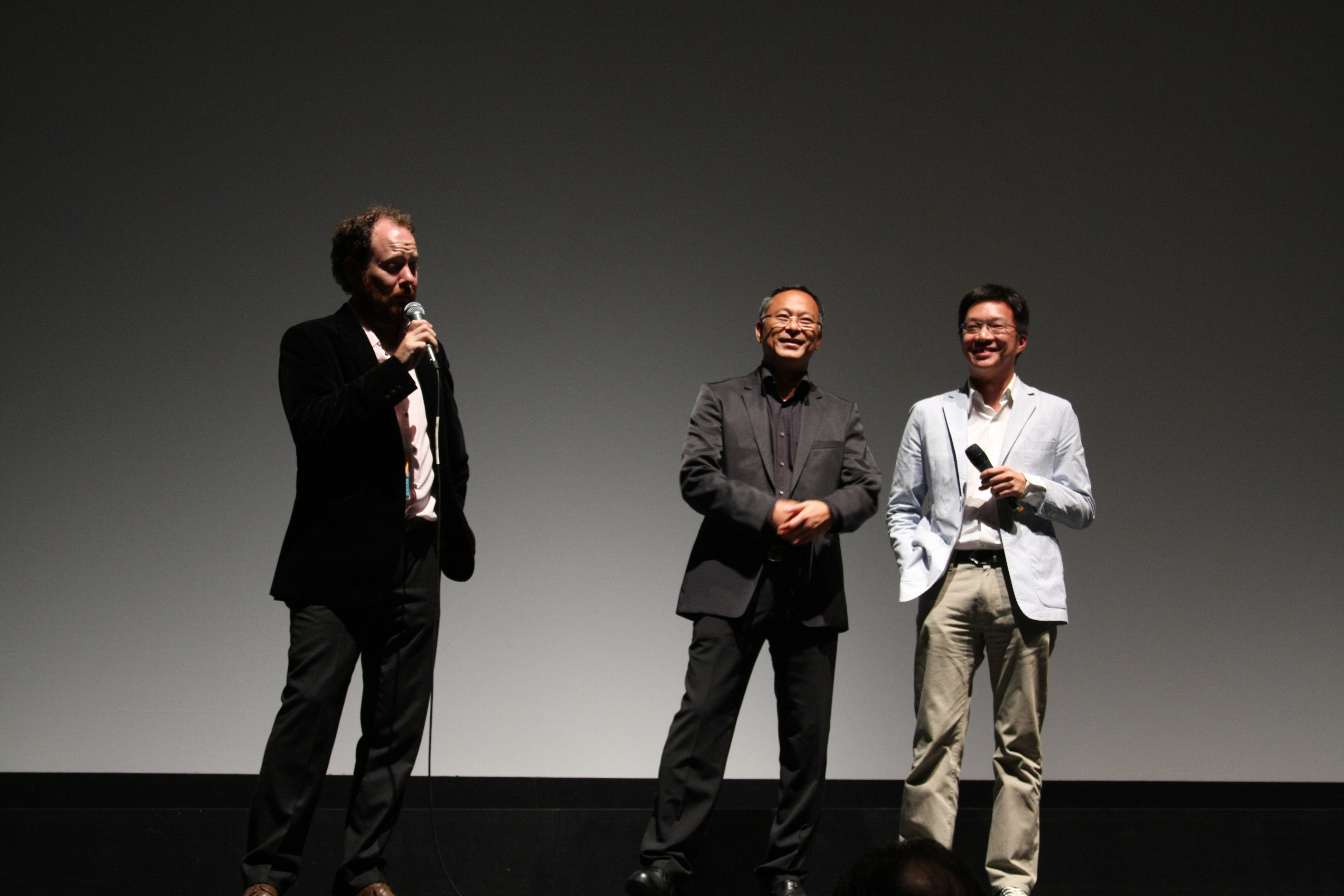
Buổi họp báo bộ phim Báo thù tại Liên hoan phim quốc tế Toronto.

Bộ phim Báo thù có buổi ra mắt tại Liên hoan phim Cannes lần thứ 62 và sau đó có buổi công chiếu rộng rãi tại Pháp từ ngày 20 tháng 5 năm 2009. Sau này bộ phim còn được công chiếu tại Bỉ từ ngày 27 tháng 5 năm 2009. Ngày 5 tháng 8 năm 2009, bộ phim có buổi công chiếu trên khắp châu Á tại Liên hoan phim mùa hè quốc tế Hồng Kông năm 2009. Tác phẩm sau đó có buổi công chiếu lần đầu tại Hồng Kông từ ngày 20 tháng 8 năm 2009. Ngoài ra, tác phẩm còn được công chiêu tại các nước châu Á khác, bao gồm tại Malaysia từ ngày 27 tháng 8 năm 2009, tại Đài Loan từ ngày 31 tháng 10 năm 2009 và tại Singapore từ ngày 5 tháng 11 năm 2009.

### Phát hành băng đĩa
Bộ phim Báo thù được phát hành trên các định dạng DVD và đĩa Blu-ray tại Pháp và Hồng Kông vào ngày 11 tháng 12 năm 2009. Ngoài ra bộ phim cũng được phát hành dưới định dạng VCD có sẵn tại Hồng Kông. Phiên bản phát hành tại Pháp bao gồm DVD bản một đĩa, DVD bản hai đĩa đặc biệt và một đĩa Blu-ray phiên bản đặc biệt. Tại Pháp, các định dạng video tại gia của bộ phim (bao gồm cả tính năng đặc biệt) không chứa bản phụ đề tiếng Anh.
Công ty IFC Films hiện giữ vai trò là nhà phân phối phát hành bộ phim tại Bắc Mỹ. Tại Hoa Kỳ, bộ phim được phát hành dưới dạng tùy chọn video theo yêu cầu trên các định dạng truyền hình dưới hình thức trả tiền, bắt đầu từ ngày 4 tháng 8 năm 2010.

## Đón nhận

### Doanh thu phòng vé
Tại Pháp, Báo thù đã được công chiếu tại 280 cụm rạp khác nhau trên toàn quốc và trong dịp cuối tuần đầu tiên ra mắt, bộ phim mở màn ở vị trí thứ 11 trên phòng vé và chỉ thu về 539,809 USD, trong đó có 63.240 vé đã được bán hết. Trong dịp cuối tuần thứ hai công chiếu, doanh thu của bộ phim giảm sâu tới 66,9%, tụt xuống vị trí thứ 14 và tiếp tục chỉ thu về 178,459 USD.  Chỉ sau hai tuần công chiếu, nếu tính riêng ở Pháp thì Báo thù chỉ thu về tổng cộng 744,881 USD.
Báo thù cũng được công chiếu tại Bỉ chỉ sau một tuần công chiếu tại Pháp. Trong dịp cuối tuần đầu tiên công chiếu từ ngày 27 đến ngày 31 tháng 5 năm 2009, bộ phim mở màn ở vị trí thứ 22 trên phòng vé, kiếm được 10,397 USD trong tuần đầu tiên, với tổng doanh thu lên đến 11,349 USD. Trong dịp cuối tuần thứ hai công chiếu, doanh thu của bộ phim tiếp tục giảm sâu, tụt xuống vị trí thứ 29 và chỉ thu về 6,886 USD. Sau ba tuần công chiếu ở Bỉ, Báo thù chỉ thu về tổng cộng 27,377 USD.
Báo thù sau đó được công chiếu tại Hồng Kông, nơi trong dịp cuối tuần đầu tiên công chiếu, bộ phim mở màn ở vị trí thứ 6 trên phòng vé và thu về 121,837 USD. Trong dịp cuối tuần thứ hai công chiếu, bộ phim tụt xuống vị trí thứ 10, tiếp tục thu về 37,629 USD với tổng doanh thu lên đến 208,976 USD. Trong dịp cuối tuần thứ ba công chiếu, Báo thù chứng kiến sự sụt giảm liên tục về doanh thu cũng như số lượng rạp chiếu bộ phim ngày càng giảm. Theo đó, bộ phim tiếp tục tụt xuống vị trí thứ 21 từ ngày 3 đến ngày 6 tháng 9 năm 2009 và chỉ thu về 1,951 USD. Sau buổi công chiếu ở Hồng Kông, Báo thù chỉ thu về tổng cộng 236,027 USD. Dù không được trình chiếu tại các phần còn lại của châu Âu, song tựu chung lại thì Báo thù chỉ thu về 1,346,952 USD trên các phòng vé toàn cầu so với kinh phí sản xuất của bộ phim lên đến 11,5 triệu USD (tương đương với 9 triệu EUR).

### Đánh giá chuyên môn

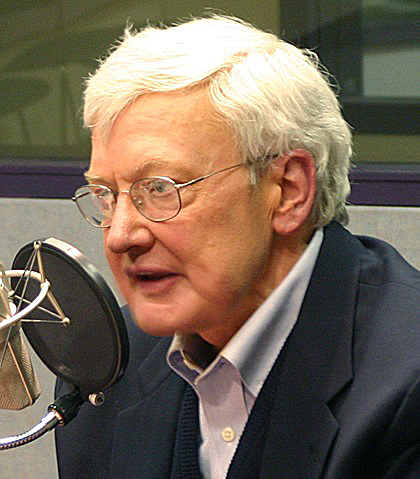
Nhà phê bình gia nổi tiếng Roger Ebert dành lời khen ngợi cho bộ phim Báo thù.

Nhìn chung, Báo thù nhận được những lời khen ngợi từ các nhà phê bình điện ảnh. Trên hệ thống tổng hợp kết quả đánh giá Rotten Tomatoes, Báo thù nhận 91% lượng đồng thuận dựa trên 22 bài đánh giá, đạt điểm trung bình là 7,2/10. Trên chuyên trang Metacritic, phim giành số điểm trung bình là 76/100, dựa theo 5 phê bình gia.
Báo thù lúc đầu nhận được sự tán dương từ các nhà phê bình gia, những người đã có mặt tại buổi trình chiếu của Liên hoan phim Cannes lần thứ 62. Nhà phê bình gia Roger Ebert của tờ Chicago Sun-Times viết rằng bộ phim có những điểm tương đồng nhất định với Không thể tha thứ, bộ phim ra mắt năm 1992 của Clint Eastwood. Trong bài đánh giá ban đầu của mình, Ebert chấm bộ phim Báo thù 3,5/4 sao, mô tả bộ phim là một "tác phẩm giật gân với công thức được thực hiện như một bài tập mang phong cách tao nhã". Cây viết Justin Chang của tờ Variety ví rằng bộ phim là "một tác phẩm giật gân về đề tài báo thù được thực hiện một cách suôn sẻ". David Phelps, một nhà phê bình gia của tờ The Auteurs kết luận bài đánh giá của mình bằng một câu viết: "Nếu không phải là một trong những bộ phim dở nhất của Đỗ Kỳ Phong, thì Báo thù là một trong những bộ phim hay nhất trong sự nghiệp của ông." Cây viết Manohla Dargis của tờ The New York Times ghi nhận rằng bộ phim chính là "điểm nhấn" tại Cannes, sau đó cô viết: "Với khuôn mặt tàn tạ và đôi mắt rắn tái nhợt, ông Hallyday cân cả màn ảnh trong khi ông Kỳ Phong nhấc nó lên." Kirk Honeycutt, cây viết của tờ The Hollywood Reporter đã dành lời khen ngợi về cách quay phim cũng như cách biên tập bộ phim: "Cách bố trí quay phim đầy tâm trạng của Trịnh Triệu Cường mang đến cho Báo thù một cảm giác nhẹ nhàng hơn trong khi phần biên tập có phần mượt mà của David Richardson đã kéo các phân cảnh hành động lại với nhau một cách hài lòng nhất." Cây viết Mike Hale của tờ The New York Times cho rằng: "Báo thù không phải là một chuyến bay hàng đầu của Đỗ Kỳ Phong. Nhưng chất trữ tình trong phim của ông vẫn có sự đột phá nhất định: cảnh đấu súng tại công viên thành phố ngừng lại và chỉ bắt đầu khi đám mây trôi qua trước mặt trăng."
Ngoài những đánh giá tích cực, còn có một số lời đánh giá tiêu cực từ các nhà phê bình khi đem Báo thù ra so sánh với các bộ phim trước đó của đạo diễn. Lee Marshall, cây viết của tờ Screen International đã viết rằng: "Điều mà Báo thù thực sự đang còn thiếu chính là sự sáng tạo trong cách kể chuyện, thứ đã giúp cho những bộ phim trước đó như Đại sự kiện hay Biệt đội cơ động vượt ra khỏi phạm vi thể loại tội phạm của Hồng Kông và biến chúng thành những tác phẩm kinh điển xuyên không." Perry Lam, tổng biên tập kiêm nhà phê bình gia viết trên tờ Muse đã nói rằng: "Nhìn chung, bộ phim thiếu đi những ánh sáng rực rỡ của cuộc sống các nhân vật và sự rực rỡ đánh dấu những tác phẩm hay nhất trong thể loại này."

## Giải thưởng và đề cử

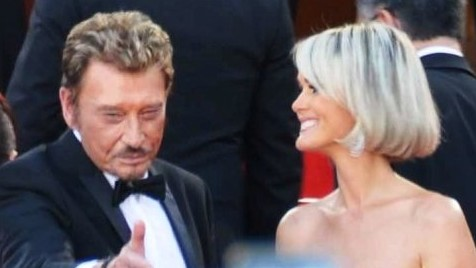
Johnny Hallyday cùng người vợ Laeticia quảng bá bộ phim Báo thù tại Liên hoan phim Cannes 2009.

Bộ phim Báo thù được chọn là tác phẩm trình chiếu dưới hình thức phim tranh giải Cành cọ vàng tại Liên hoan phim Cannes lần thứ 62. Tại Bắc Mỹ, bộ phim được trình chiếu dưới hình thức "trình chiếu đặc biệt" tại rạp chiếu phim Ryerson nhân dịp Liên hoan phim quốc tế Toronto lần thứ 34 được tổ chức.
| Giải thưởng                               | Giải thưởng                 | Giải thưởng       | Giải thưởng |
| Giải thưởng                               | Hạng mục                    | Người nhận giải   | Kết quả     |
| ----------------------------------------- | --------------------------- | ----------------- | ----------- |
| Giải thưởng điện ảnh Hồng Kông lần thứ 29 | Nhạc phim hay nhất          | La Thái Hữu       | Đề cử       |
| Giải thưởng điện ảnh châu Á lần thứ 4     | Nhà soạn nhạc xuất sắc nhất | La Thái Hữu       | Đoạt giải   |
| Giải thưởng điện ảnh châu Á lần thứ 4     | Quay phim xuất sắc nhất     | Trịnh Triệu Cường | Đề cử       |
| Liên hoan phim Cannes lần thứ 62          | Giải Cành cọ vàng           | Báo thù           | Đề cử       |

## Bản làm lại
Hai đạo diễn người Israel là Nevot Papushdo và Aaron Kashels đã được Sony Pictures thuê để thực hiện bản Mỹ hóa của bộ phim, dù vậy kế hoạch sau này đã bị hủy bỏ. Đặc vụ phi pháp, bộ phim Ấn Độ bằng tiếng Telugu công chiếu năm 2011 có lấy cảm hứng từ bộ phim này.